# Kamehameha (genus)
Kamehameha is een geslacht van wantsen uit de familie van de Miridae (blindwantsen). Het geslacht werd voor het eerst wetenschappelijk beschreven door George Willis Kirkaldy in 1902.

## Soorten
Het genus bevat de volgende soorten:

- Kamehameha kaumualiii Asquith
- Kamehameha lunalilo Kirkaldy, 1902
- Kamehameha nihoa Asquith